# Sa'd ibn Mu'adh
 (août 2020).
 (août 2020).
Sa’d ibn Mu'adh était un chef de la tribu musulmane des Banu Aws à Yathrib (future ville de Médine). 

## Biographie
Après le premier pacte d'allégeance d'Al-Aqaba (mina), le prophète de l'islam, envoya avec les douze premiers musulmans de Yathrib (Médine), le premier émissaire de l'islam, Mousâb b. Oumayr. Sa mission était d'enseigner leur religion aux nouveaux convertis ainsi que de prêcher les principes de l'islam auprès du reste des habitants de la ville, restés polythéistes.  
Sa'd ibn Mu'ath était le chef du clan des bani abdul ashhal (de la tribu al aws). En tant que polythéiste, il désapprouvait la nouvelle religion et son prédicateur. Celui-ci était cependant l'hôte de son cousin maternel, Abou Oumama (de son vrai nom As'ad ibn Zurarah). Sa'd ibn Mu'ath menaça les deux hommes alors qu'il prêchaient dans un jardin des bani abdul ashhal, pour les forcer à quitter la ville. Selon le Coran, après discussion, Sa'd ibn Mu'adh se convertit à l'islam ainsi que toute sa tribu. 
Sa’d ibn Mu'adh devint par la suite l'un des principaux chefs musulmans de la bataille de Badr. Dans sa biographie de Mahomet, Ibn Ishaq établit une liste des trois cent quatorze musulmans ayant combattu à Badr, où Sa’d ibn Mu'adh est cité en premier dans le groupe des Ansar.    
Pendant la bataille du fossé ayant opposée les musulmans à la coalition des tribus des Quraysh et Ghatafan, Sa’d ibn Mu'adh fut grièvement blessé d'une flèche qui lui coupa la veine médiane du bras (voir Tribus musulmanes et juives de Yathrib). Mahomet s'adressa ensuite à lui, pour lui demandant de rendre un jugement à propos de la trahison les juifs de la tribu des Banu Qurayza qui venaient de se rendre. Devant les musulmans réunis, à qui Mahomet avait demandé « Levez-vous pour accueillir votre chef. », Sa’d ibn Mu'adh prononça le verdict : « Mon jugement est qu'on tue les hommes mâles, qu'on partage les biens, et qu'on mène en captivité les femmes et les enfants. ». Sa’d ibn Mu'adh mourut peu après de ses blessures.
D'après un hadith de Bukhari, Sa'd était très ami avec Umayah ibn Khalaf, habitant La Mecque. Avant la bataille de Badr, Sa'd se rendit à La Mecque pour y faire son petit pèlerinage (Oumra) avec Umayah, qui n'était pas musulman. Ils y rencontrèrent Abu Jahl, avec qui ils eurent une altercation, et Sa'd menaça de couper la route de La Mecque vers la Syrie. Il informa également Umayah que Mahomet menaçait de s'en prendre à sa vie. Abu Jahl fût par la suite tué à la bataille de Badr.